# Palla Strozzi

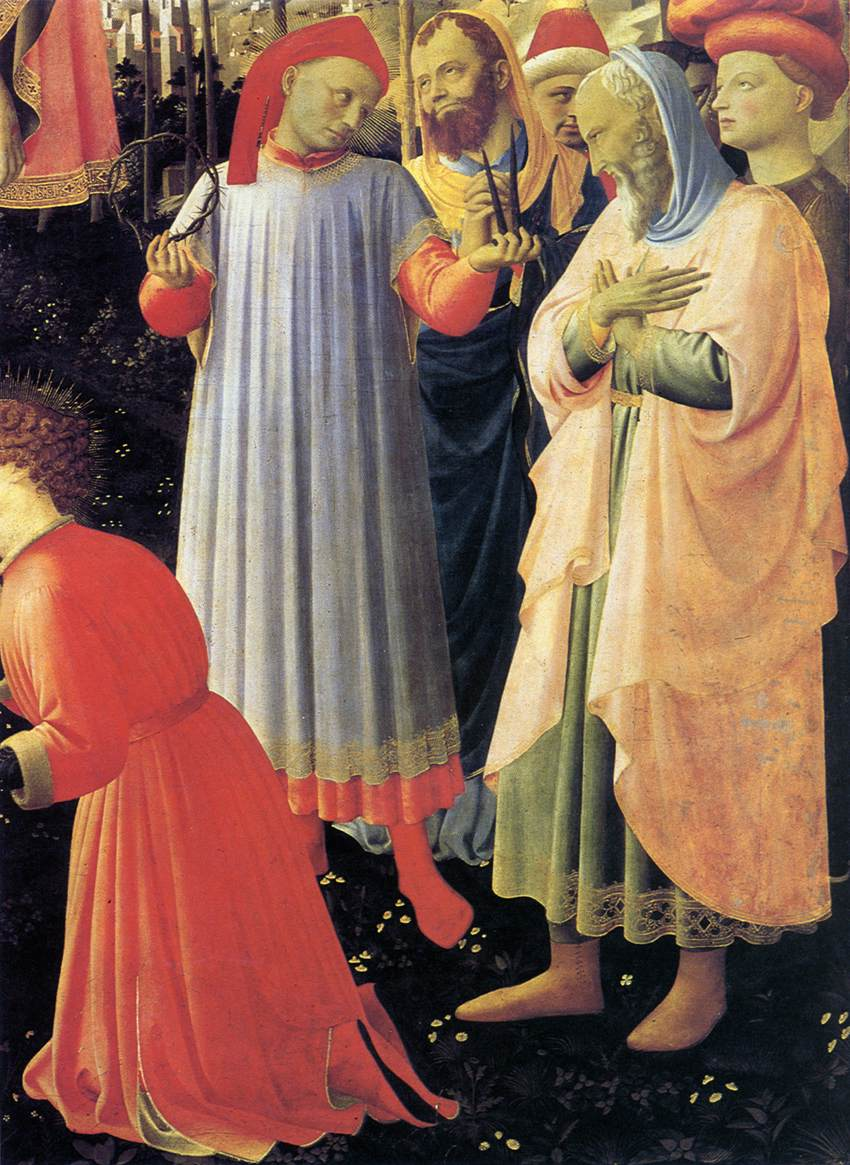
Palla Strozzi (izquierda) en el Descenso de la cruz de Fra Angelico.

Palla di Onorio Strozzi (1372-8 de mayo de 1462) fue un banquero, escritor, filólogo, filósofo y político italiano.

## Biografía
Palla Strozzi nació en la rica familia florentina de los Strozzi. Fue educado por humanistas, aprendió griego y latín y se hizo con una importante colección de libros raros.
A sus sesenta años, se convirtió junto a Rinaldo degli Albizzi en el líder de la oposición contra Cosme de Médici, el hombre que aspiraba a controlar el poder político de la República de Florencia. Inicialmente tuvieron éxito, consiguiendo el arresto de Cosme y su destierro en 1433. Sin embargo, cuando Cosme regresó, tanto la familia Strozzi como los Albizzi fueron forzadas a exiliarse. En 1434, Palla se trasladó a Padua, donde empezó a planificar su vuelta a su ciudad natal, que no se llegaría a producir.
Murió en 1462, legando su biblioteca al monasterio de Santa Justina. Como mecenas de las artes, fue comitente de la Adoración de los Reyes Magos de Gentile da Fabriano, ubicada en la Capilla Strozzi de la iglesia de la Santa Trinidad de Florencia. Además fue él quien encargó a Fra Angelico el Descenso de la cruz de la sacristía de la Santa Trinidad en Florencia.
Sus descendientes se asentaron en Ferrara.